# Église Saint-Jean-des-Lépreux de Palerme
L’église Saint-Jean-des-Lépreux est une église de Palerme, en Italie.
La tradition en fait l'un des plus anciens édifices normands de Sicile, puisque fondée par le duc Robert Guiscard en 1071 ou en 1085, à l'extérieur de la cité, près des rives de l'Oreto, mais le style la renvoie davantage au siècle suivant.
Dédiée à Jean le Baptiste, elle doit son nom à une léproserie qui lui aurait été adjointe.
Elle est construite selon un plan basilical avec une nef à trois vaisseaux dont la charpente repose sur des piliers. Une coupole coiffe le chœur.